# Landkreis Verden
Verden er en landkreis i den centrale del af tyske delstat Niedersachsen med administrationen beliggende i byen Verden og den største by er Achim.

## Geografi
Landkreisen er en del af Metropolregion Bremen/Oldenburg. Den ligger i det geografiske centrum af Niedersachsen og repræsenterer også et typisk landskab for delstaten. Kreisområdet ligger hovedsageligt i Mittelweserregion (Weser-Aller-Flachland) og i Stader Geest, der her danner Achim-Verdener Geest. Området er præget af floderne Aller og Weser.

### Nabokreise
Landkreis Verden grænser til (med uret fra nord) landkreisene Osterholz, Rotenburg (Wümme), Heidekreis, Nienburg/Weser og Diepholz (alle i Niedersachsen) samt til byen Bremen (og delstaten Bremen).

### Naturschutzgebiete
I Landkreis Verden er der 11 Naturschutzgebiete. Det største (Fischerhuder Wümmeniederung) har et areal på 772 ha, det mindste (Auequelle) et areal på 5 ha.

## Byer og kommuner
Landkreisen havde 136792  indbyggere pr.  2018-12-31

| Kommuner 1. Achim, by og kommune (31911) 2. Dörverden (8972) 3. Kirchlinteln (9956) 4. Langwedel, Flecken (14423) 5. Ottersberg, Flecken (12905) 6. Oyten (15673) 7. Verden (Aller), , Administrationsby og kommune (27661) Samtgemeinde Thedinghausen (15291) 1. Blender (2885) 2. Emtinghausen (1481) 3. Riede (2788) 4. Thedinghausen (8137) (administrationsby) |